# 1215
Il 1215 (MCCXV in numeri romani) è un anno  del XIII secolo.

## Eventi
- 3 marzo – Re Giovanni d'Inghilterra fa un voto al Papa, garantendo il suo aiuto in crociata ad Innocenzo III.
- 15 giugno – Re Giovanni d'Inghilterra è costretto a porre il suo sigillo sulla Magna Charta Libertatum, ratificando i diritti dell'aristocrazia fondiaria e riducendo i poteri della Corona.
- Agosto – Re Giovanni d'Inghilterra rigetta la Magna Carta; è il preludio alla Prima guerra baronale.
- 24 agosto – Papa Innocenzo III dichiara la Magna Carta invalida ed impone agli Ebrei di portare un segno distintivo.
- Novembre – Si tiene il Concilio Lateranense IV.
- Pechino è conquistata e saccheggiata dai Mongoli di Gengis Khan; è l'inizio della dinastia Yuan.
- Ottone IV di Brunswick, già scomunicato e deposto da Innocenzo III, è soppiantato dal figlio di Enrico VI, Federico II, incoronato re di Germania e Imperatore del Sacro Romano Impero dal Papa stesso.
- L'Ordine Domenicano ha un suo primo riconoscimento (esso diverrà ufficiale l'anno successivo) da parte di Papa Innocenzo III.
- Bhiksu Ananda di Kapitanagar conclude la stesura del sutra Arya Astasahasrika Prajnaparamita con inchiostro d'oro in caratteri Ranjana.

## Nati
- 23 settembre - Kublai Khan, condottiero mongolo († 1294)
- Aitone I d'Armenia, re armeno († 1270)
- Taddeo Alderotti, medico e anatomista italiano († 1295)
- Davide VII di Georgia, re († 1270)
- Manfredo della Scala, religioso italiano († 1256)
- Enrico III da Egna, nobile italiano († 1247)
- Eleonora Plantageneta, nobile († 1275)
- Enrico III di Meißen, nobile tedesco († 1288)
- Beatrice d'Este, contessa italiana († 1245)
- Guglielmo di Moerbeke, arcivescovo cattolico e traduttore fiammingo
- Martino Polono, arcivescovo cattolico († 1279)
- Ottone III di Brandeburgo, sovrano tedesco († 1267)
- Dafydd ap Llywelyn, principe († 1246)
- Giacomo del Carretto, nobile italiano († 1268)
- Ottone II di Gheldria, conte († 1271)
- Guido d'Ibelin, nobile cipriota († 1255)
- Maria di Lusignano, contessa († 1251)

## Morti
- 6 febbraio - Hōjō Tokimasa, politico giapponese (n. 1138)
- 8 giugno - Sicardo da Cremona, vescovo cattolico, storico e scrittore italiano
- 2 luglio - Eisai, monaco buddista giapponese (n. 1141)
- 10 ottobre - Aldobrandino I d'Este, marchese
- 17 novembre - Giles de Braose, vescovo cattolico britannico
- Esclarmonde de Foix la Grande
- Jayavarman VII, sovrano cambogiano (n. 1120)
- Manfredo II di Saluzzo, marchese italiano (n. 1140)
- Michele I d'Epiro
- Tālivaldis, sovrano lettone
- Gerardo IV d'Armagnac, nobile francese
- William Fitz Alan, II signore di Oswestry e Clun, nobile inglese

## Calendario
| Calendario 1215 | Calendario 1215 | Calendario 1215 | Calendario 1215 | Calendario 1215 | Calendario 1215 | Calendario 1215 | Calendario 1215 | Calendario 1215 | Calendario 1215 | Calendario 1215 | Calendario 1215 | Calendario 1215 | Calendario 1215 | Calendario 1215 | Calendario 1215 | Calendario 1215 | Calendario 1215 | Calendario 1215 | Calendario 1215 | Calendario 1215 | Calendario 1215 | Calendario 1215 | Calendario 1215 | Calendario 1215 | Calendario 1215 | Calendario 1215 | Calendario 1215 | Calendario 1215 | Calendario 1215 | Calendario 1215 | Calendario 1215 | Calendario 1215 |
| --------------- | --------------- | --------------- | --------------- | --------------- | --------------- | --------------- | --------------- | --------------- | --------------- | --------------- | --------------- | --------------- | --------------- | --------------- | --------------- | --------------- | --------------- | --------------- | --------------- | --------------- | --------------- | --------------- | --------------- | --------------- | --------------- | --------------- | --------------- | --------------- | --------------- | --------------- | --------------- | --------------- |
|                 | 1               | 2               | 3               | 4               | 5               | 6               | 7               | 8               | 9               | 10              | 11              | 12              | 13              | 14              | 15              | 16              | 17              | 18              | 19              | 20              | 21              | 22              | 23              | 24              | 25              | 26              | 27              | 28              | 29              | 30              | 31              |                 |
| Gennaio         | Gi              | Ve              | Sa              | Do              | Lu              | Ma              | Me              | Gi              | Ve              | Sa              | Do              | Lu              | Ma              | Me              | Gi              | Ve              | Sa              | Do              | Lu              | Ma              | Me              | Gi              | Ve              | Sa              | Do              | Lu              | Ma              | Me              | Gi              | Ve              | Sa              |                 |
| Febbraio        | Do              | Lu              | Ma              | Me              | Gi              | Ve              | Sa              | Do              | Lu              | Ma              | Me              | Gi              | Ve              | Sa              | Do              | Lu              | Ma              | Me              | Gi              | Ve              | Sa              | Do              | Lu              | Ma              | Me              | Gi              | Ve              | Sa              |                 |                 |                 |                 |
| Marzo           | Do              | Lu              | Ma              | Me              | Gi              | Ve              | Sa              | Do              | Lu              | Ma              | Me              | Gi              | Ve              | Sa              | Do              | Lu              | Ma              | Me              | Gi              | Ve              | Sa              | Do              | Lu              | Ma              | Me              | Gi              | Ve              | Sa              | Do              | Lu              | Ma              |                 |
| Aprile          | Me              | Gi              | Ve              | Sa              | Do              | Lu              | Ma              | Me              | Gi              | Ve              | Sa              | Do              | Lu              | Ma              | Me              | Gi              | Ve              | Sa              | Do              | Lu              | Ma              | Me              | Gi              | Ve              | Sa              | Do              | Lu              | Ma              | Me              | Gi              |                 |                 |
| Maggio          | Ve              | Sa              | Do              | Lu              | Ma              | Me              | Gi              | Ve              | Sa              | Do              | Lu              | Ma              | Me              | Gi              | Ve              | Sa              | Do              | Lu              | Ma              | Me              | Gi              | Ve              | Sa              | Do              | Lu              | Ma              | Me              | Gi              | Ve              | Sa              | Do              |                 |
| Giugno          | Lu              | Ma              | Me              | Gi              | Ve              | Sa              | Do              | Lu              | Ma              | Me              | Gi              | Ve              | Sa              | Do              | Lu              | Ma              | Me              | Gi              | Ve              | Sa              | Do              | Lu              | Ma              | Me              | Gi              | Ve              | Sa              | Do              | Lu              | Ma              |                 |                 |
| Luglio          | Me              | Gi              | Ve              | Sa              | Do              | Lu              | Ma              | Me              | Gi              | Ve              | Sa              | Do              | Lu              | Ma              | Me              | Gi              | Ve              | Sa              | Do              | Lu              | Ma              | Me              | Gi              | Ve              | Sa              | Do              | Lu              | Ma              | Me              | Gi              | Ve              |                 |
| Agosto          | Sa              | Do              | Lu              | Ma              | Me              | Gi              | Ve              | Sa              | Do              | Lu              | Ma              | Me              | Gi              | Ve              | Sa              | Do              | Lu              | Ma              | Me              | Gi              | Ve              | Sa              | Do              | Lu              | Ma              | Me              | Gi              | Ve              | Sa              | Do              | Lu              |                 |
| Settembre       | Ma              | Me              | Gi              | Ve              | Sa              | Do              | Lu              | Ma              | Me              | Gi              | Ve              | Sa              | Do              | Lu              | Ma              | Me              | Gi              | Ve              | Sa              | Do              | Lu              | Ma              | Me              | Gi              | Ve              | Sa              | Do              | Lu              | Ma              | Me              |                 |                 |
| Ottobre         | Gi              | Ve              | Sa              | Do              | Lu              | Ma              | Me              | Gi              | Ve              | Sa              | Do              | Lu              | Ma              | Me              | Gi              | Ve              | Sa              | Do              | Lu              | Ma              | Me              | Gi              | Ve              | Sa              | Do              | Lu              | Ma              | Me              | Gi              | Ve              | Sa              |                 |
| Novembre        | Do              | Lu              | Ma              | Me              | Gi              | Ve              | Sa              | Do              | Lu              | Ma              | Me              | Gi              | Ve              | Sa              | Do              | Lu              | Ma              | Me              | Gi              | Ve              | Sa              | Do              | Lu              | Ma              | Me              | Gi              | Ve              | Sa              | Do              | Lu              |                 |                 |
| Dicembre        | Ma              | Me              | Gi              | Ve              | Sa              | Do              | Lu              | Ma              | Me              | Gi              | Ve              | Sa              | Do              | Lu              | Ma              | Me              | Gi              | Ve              | Sa              | Do              | Lu              | Ma              | Me              | Gi              | Ve              | Sa              | Do              | Lu              | Ma              | Me              | Gi              |                 |